# West Seneca (hrabstwo Erie)
West Seneca – jednostka osadnicza w Stanach Zjednoczonych, w stanie Nowy Jork, w hrabstwie Erie.